# Еллен Бекер
Еллен Бекер (нім. Ellen Becker, 3 серпня 1960) — німецька академічна веслувальниця.
Бронзова призерка Олімпійських Ігор 1984 року в складі розпашної двійки без стернової.